# Phương Vy
Nguyễn Ngọc Phương Vy (27 de agosto de 1987, Ho Chi Minh), es una cantante vietnamita que ganó en el programa de talentos Vietnam Idol, en 2007. Se procedió en el top número 10 y nunca fue eliminada en los tres últimos competidores. Phương Vy a la final ganó el título en el Ngoc Anh el 3 de octubre de 2007 con 53,44% de los votos. Tras ganar el concurso, se le otorgó US $ 10, 000 y firmó un contrato de grabación con la compañía de grabación de música Face. 

## Vietnam IdolPerformances
1. "Mặt Trời Dịu Êm" - Theatre
2. "Dẫu Có Lỗi Lầm" - Semi-final
3. "Đường Xưa" - Piano
4. "60 Năm Cuộc Đời" (Y Vân) - Top 10
5. "Rồi Mai Thức Giấc" (Tường Văn) - Top 9
6. "Tôi Tìm Thấy Tôi" (Đức Trí) - Top 8
7. "Tạm Biệt" (Hồ Hoài Anh) - Top 7
8. "Xin Cho Tôi" (Trịnh Công Sơn) - Top 6
9. "Chị Tôi" (Trọng Đài) - Top 5
10. "Ngỡ Đâu Tình Đã Quên Mình" (Lê Hựu Hà) - Top 4
11. "Đêm Đô Thị"- Y Vân- Top 4
12. "Mong Ước Kỷ Niệm Xưa" (Xuân Phương) - Top 3
13. "Nhé Anh" (Nguyễn Hà) - Top 3
14. "Từng Ngày Dài" (Đức Trí) - Top 2
15. "Thương Nhau Ngày Mưa" - Top 2
16. "Nếu Có Yêu Tôi" - Top 2
17. "60 Mươi Năm Cuộc Đời" - Grand Finale
18. "Rồi Mai Thức Giấc" - Grand Finale
19. "Nụ Cười Và Những Ước Mơ" (Đức Trí) - Grand Finale

## Asian Idol
Representó a Vietnam en la competencia el primer ídolo de Asia, celebrada en diciembre de 2007, pero perdió a Singapur 's Hady Mirza. 

### Asian IdolPerformances
1. "River Deep - Mountain High" by Ike & Tina Turner.
2. "Lúc Mới Yêu" by Phương Vy.
3. "I Love Rock 'n' Roll" with Siu Black by The Arrows.

## Discografía
Albums
- 2008: Lúc Mới Yêu
- 2009: Có Đôi Lần

Singles
- 2008: Chuyện Về Người Con Gái

- Datos: Q1945781
- Multimedia: Phương Vy / Q1945781